# تورار (أمسكروض)
تورار هي إحدى مشيخات المملكة المغربية، تتبع جغرافيا لعمالة أكادير إدا وتنان وإداريًا لأمسكروض. يقدر عدد سكانها بـ 3504 نسمة حسب الإحصاء الرسمي للسكان والسكنى لسنة 2004.